# Jóan Petur Gregoriussen
Jóan Petur Gregoriussen (født 1. juni 1845 i Kvívík, død 15. november 1901) var en færøsk sømand, tømrer, digter og forfatter. Hans navn bliver ofte forkortet til J. P. Gregoriussen, men på Færøerne kaldes han almindeligvis Jóan Petur upp í Trøð.
Jóan Petur voksede op i sin fødeby Kvívík, sammen med den to år ældre Joen Danielsen (Kvívíks Jógvan), som senere også blev digter. I denne tid var V.U. Hammershaimb mellem 1855 og 1862 præst i Kvívík. Han lånte de to drenge bøger, med indhold af hans udviklede nye færøske skriftsprog og begge lærte derved at læse det færøske skriftsprog.
Mellem 1867 og 1870 arbejdede Jóan Petur som sømand ud for Island, og besøgte i den tid islandske gudstjenester og oplevede derved, at disse gudstjenester ikke holdtes på dansk, men på det islandske sprog. Oplevelsen gjorde ham mere bevidst om forholdene på Færøerne, hvor kirkesproget endnu var dansk og ikke Færøsk.
1873 giftede han sig med en ung kvinde fra sin hjemby. Ægteskabet var barnløst og hans kone døde allerede i 1895.
Efter det berømte julemøde i 1888, blev kulturforeningen Føringafelag i 1889 stiftet, og IPG blev et meget engagereret medlem.